# 養樂多公司
養樂多股份有限公司，原名國際酵母乳業股份有限公司，台灣企業，主要產品為養樂多。1962年由李團居等人與日本養樂多本社合資創辦，養樂多本社提供生產技術與設備。

## 歷史

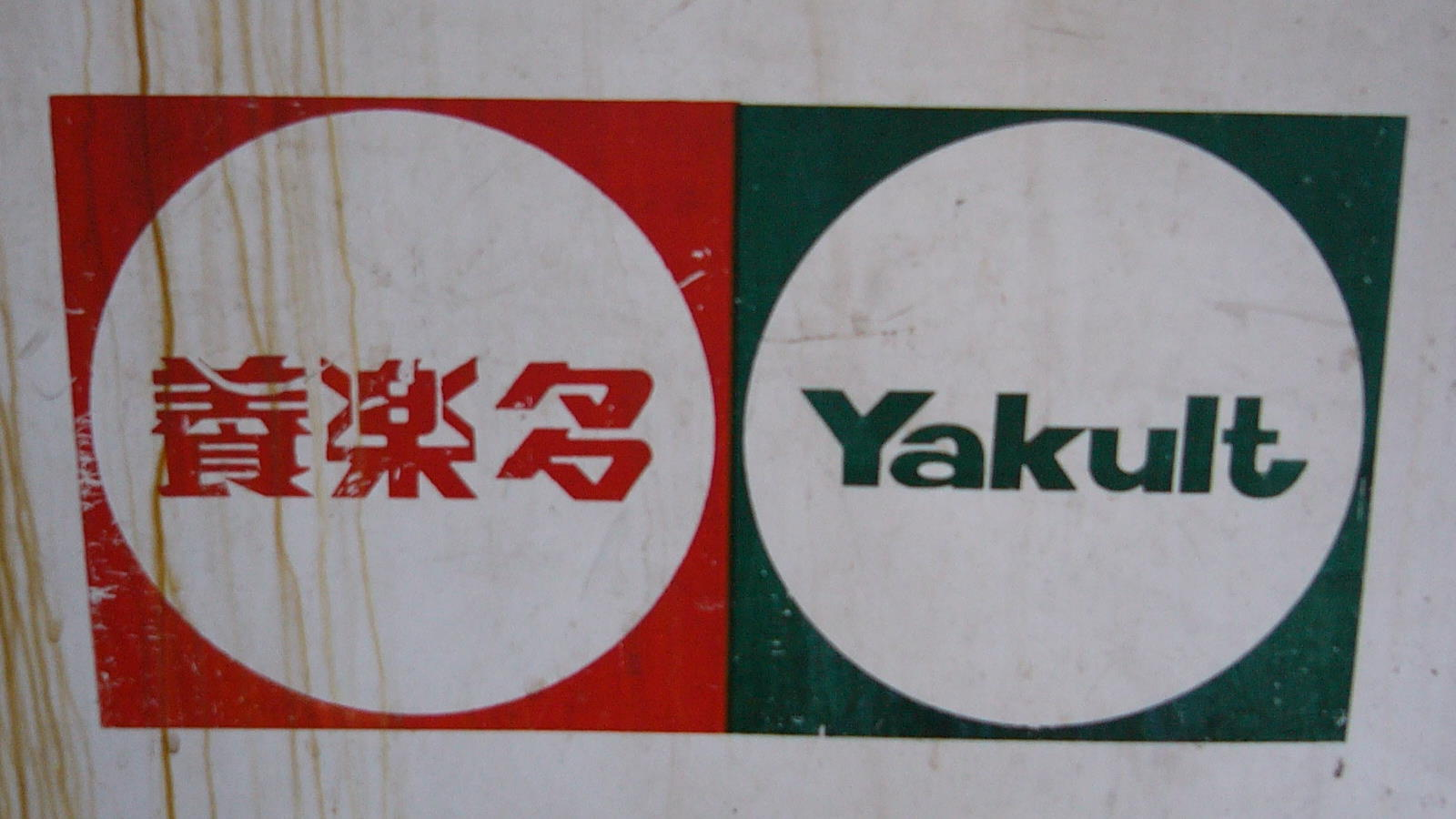
1990年代養樂多公司商標

1962年，養樂多本社決定進軍海外市場，「關東養樂多株式會社」與李團居合作在台灣設立「國際酵母乳業股份有限公司」，為養樂多本社首間海外關係企業，總部設置在台北市民生西路，第一任董事長為李團居。1963年3月，中華民國經濟部華僑及外國人投資審議委員會批准了這項投資案。1963年12月，國際酵母乳業新莊工廠落成。
1964年3月，國際酵母乳業正式對外銷售養樂多產品，由日本引進養樂多媽媽制度：產品不在市面銷售，而是經過銷售人員與家庭接洽，每日由工廠直送到各家庭。
1966年3月，國際酵母乳業總部搬到台北市峨眉街66號。1966年7月，國際酵母乳業改名「養樂多股份有限公司」。
1973年6月，養樂多公司總部搬遷到台北市南京東路二段172號。1975年3月，養樂多公司成立「財團法人養樂多文教基金會」。1977年5月，養樂多公司轉投資成立關係企業「養樂食品股份有限公司」。1978年3月，養樂多公司塑膠瓶裝「滋愛」優酪乳上市，為台灣第一瓶優酪乳。
1979年，養樂多公司總部搬遷到台北市松江路261號3樓。1981年4月，養樂食品中壢工廠竣工，主要生產利樂包飲料。1986年8月，養樂多公司與輔仁大學棒球隊建教合作，成立成人棒球隊「養樂多棒球隊」。1999年12月，養樂多公司新莊工廠搬遷到桃園縣中壢工業區。

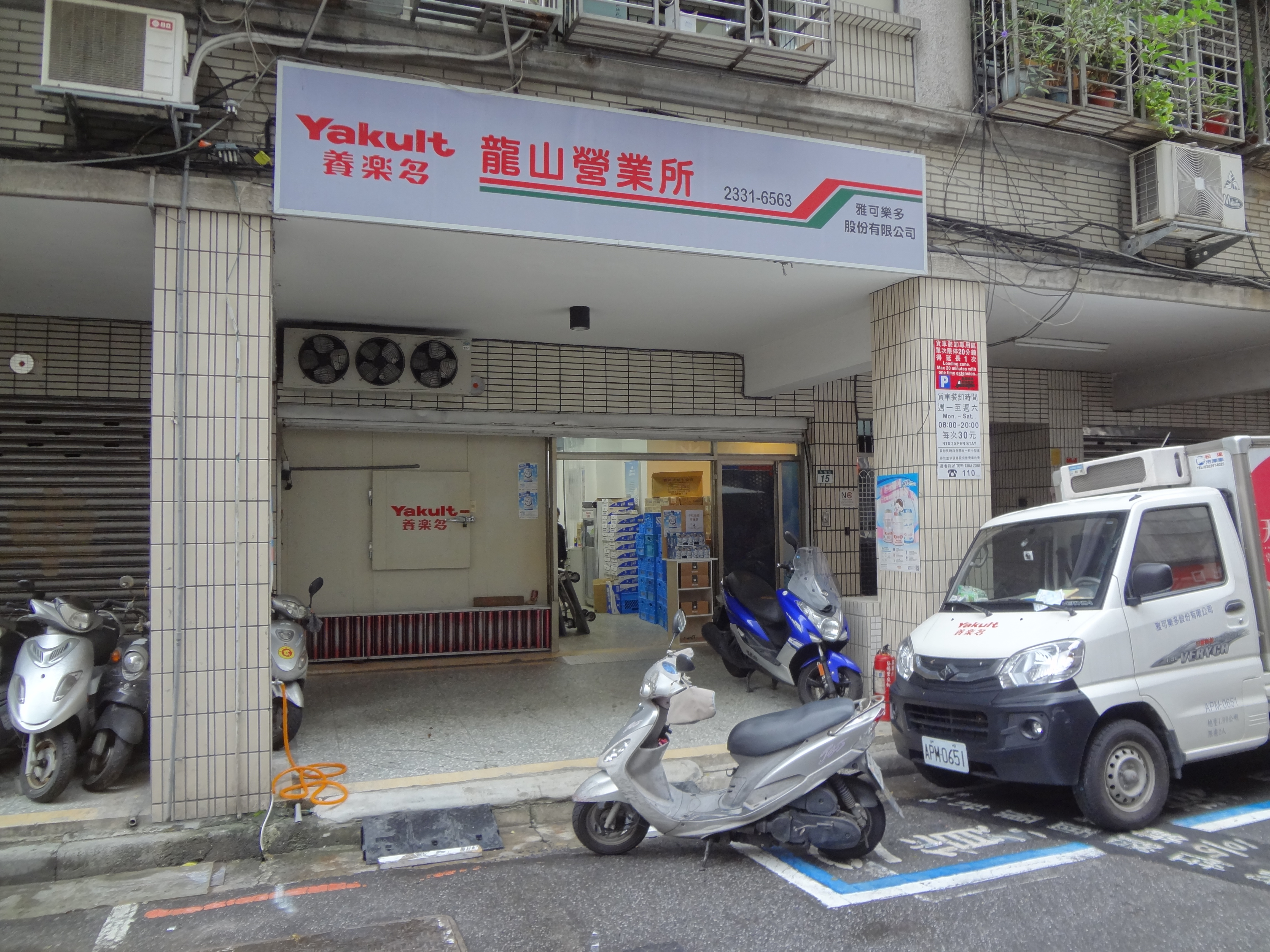
養樂多龍山營業所

2001年2月，養樂多公司成立子公司「雅可樂多股份有限公司」。2003年7月，養樂多本社入股養樂多公司。2005年12月，養樂多公司成立子公司「優樂多股份有限公司」。2014年1月，養樂多公司成立關係企業「高樂多股份有限公司」。

## 外部連結
- 養樂多公司 （页面存档备份，存于）
- 養樂多公司的Facebook專頁